# Ottifant

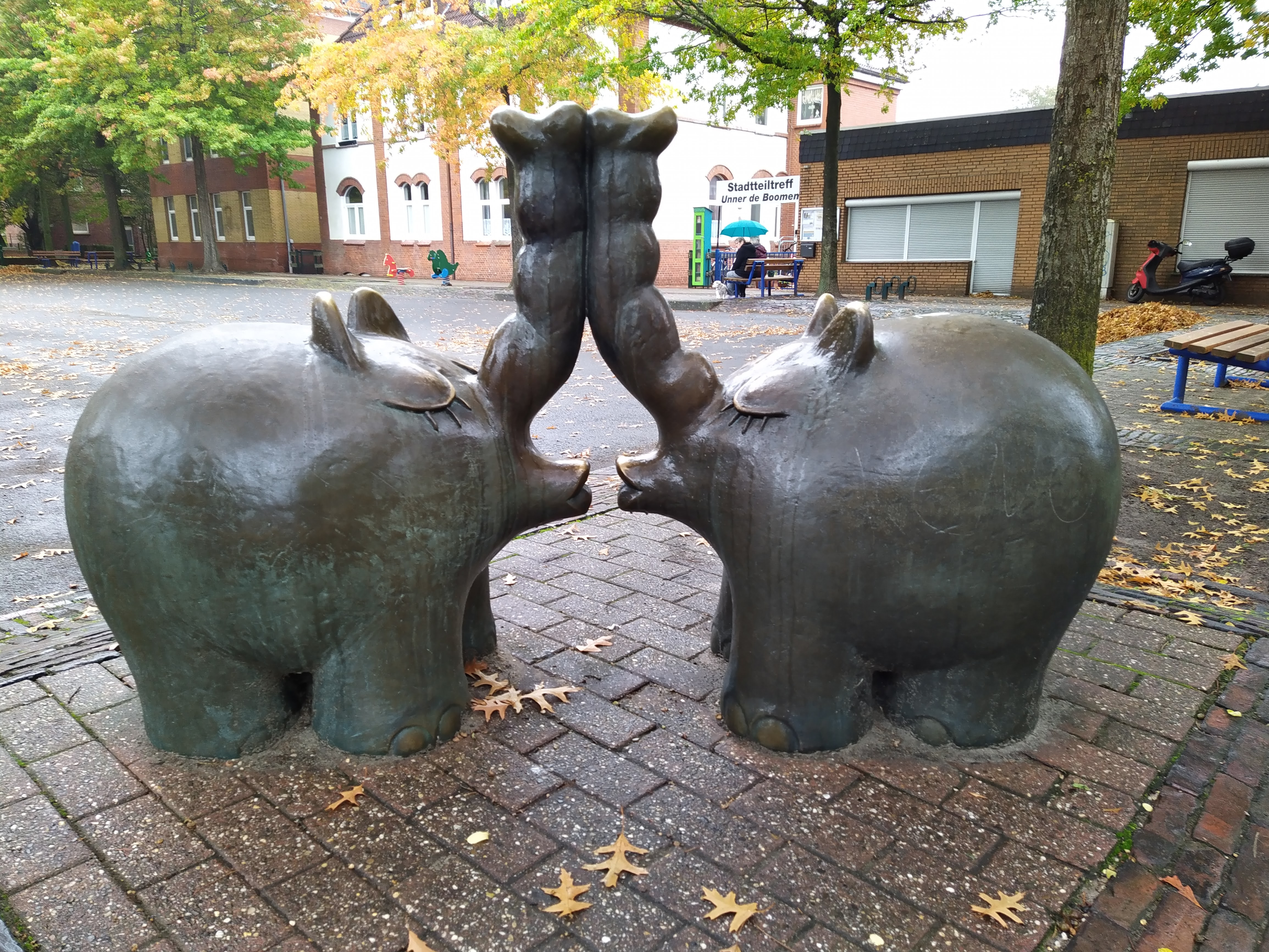
Ottifanten-Statue in Emden

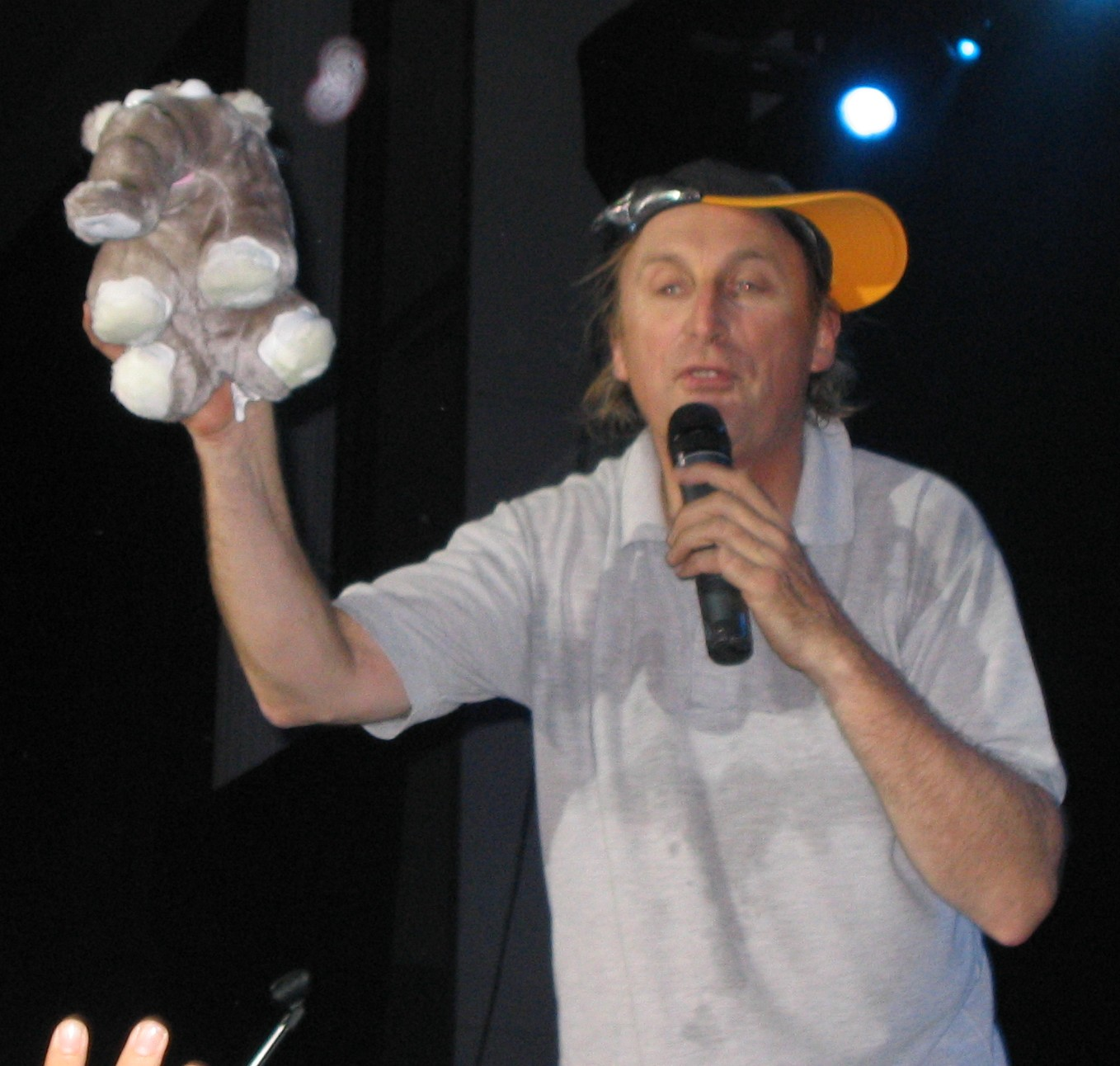
Otto Waalkes mit einem Stoff-Ottifanten

Der Ottifant ist ein vom deutschen Komiker Otto Waalkes erdachter, im Comic-Stil gezeichneter Elefant. Die Bezeichnung Ottifant ist eine Wortmischung aus dem verniedlichten Vornamen des Komikers (Otto → Otti) und Elefant. Die Ottifanten wurden zu einem Markenzeichen und einer Art Maskottchen von Otto Waalkes und tauchen immer wieder in seinen Bühnenshows sowie auf zahlreichen Merchandise-Produkten auf.

## Geschichte
Nach eigenen Angaben begann Otto Waalkes bereits zu Schulzeiten mit dem Zeichnen von Ottifanten. Veröffentlicht wurden die Ottifanten zuerst ab 1973 auf den Schallplattencovern Otto Waalkes’, der seiner Plattenfirma den Namen „Rüssl Räckords“ gab. Später erschienen Comicstrips in Zeitungen und Sammelbänden sowie zahlreiche Merchandising-Artikel.
1993 entstand für den Fernsehsender RTL die 13-teilige Zeichentrickserie Ottos Ottifanten, in der Otto Waalkes die Stimme von Baby Bruno sprach; sie wurde erstmals ab dem 25. September 1993 ausgestrahlt und später auf RTL II und Super RTL wiederholt. 2001 folgte der darauf basierende Kinofilm Kommando Störtebeker. Während das ursprüngliche Design der Ottifanten stark an realen Elefanten orientiert war, waren die Ottifanten in den Comics und der Fernsehserie deutlich humanoider und traten als Zweibeiner auf.
Für die Videospielkonsole Mega Drive von Sega erschien 1993 das Videospiel Die Ottifanten. 1998 erschien das Spiel Ottos Ottifanten - Baby Brunos Alptraum für den Game Boy.

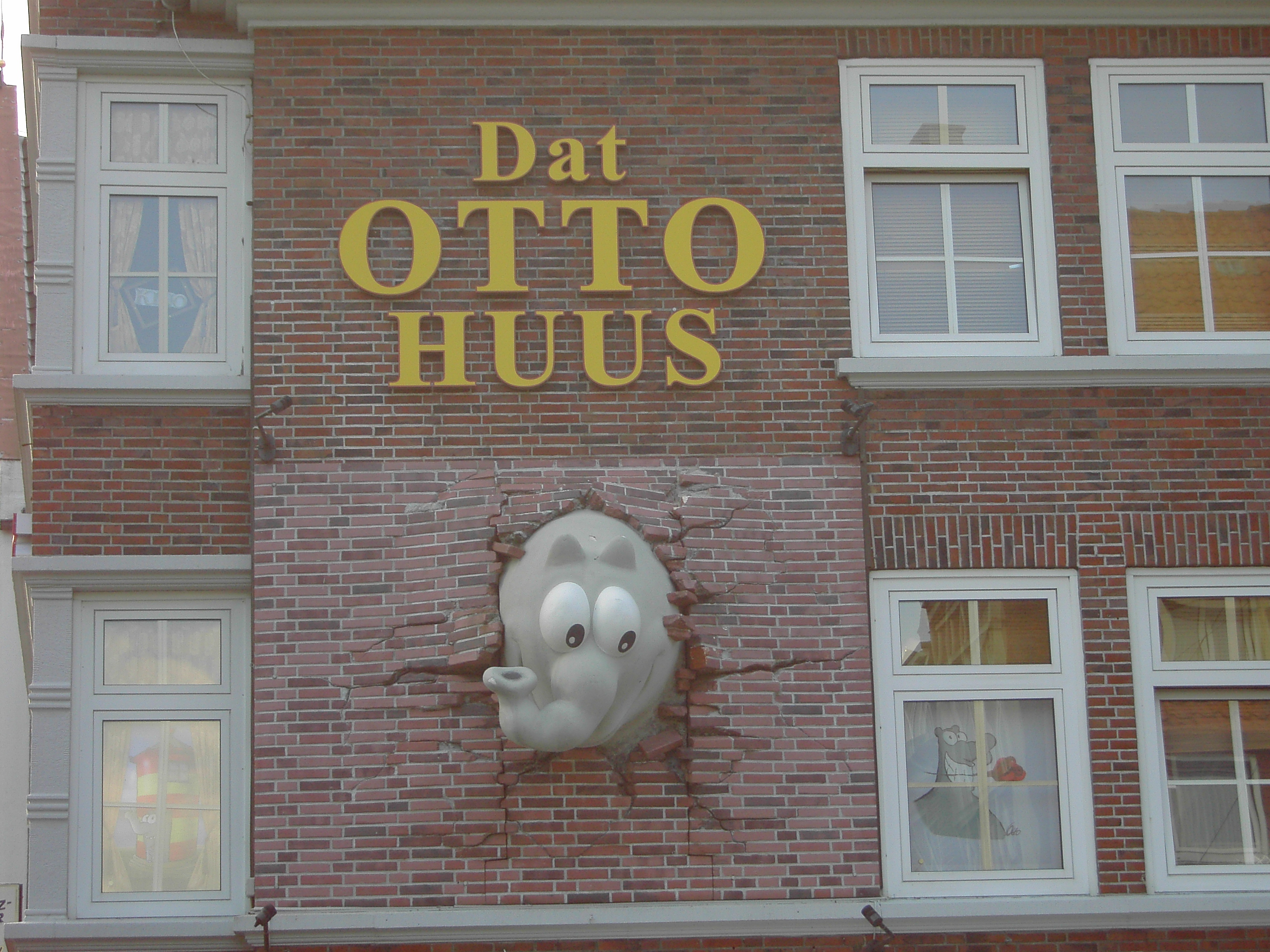
Ottifantenplastik am Otto-Huus

Dat Otto Huus in Emden, ein Otto Waalkes gewidmetes Museum mit Fanartikel-Shop, zeigt an einer Außenwand die überlebensgroße Plastik eines Ottifanten, der scheinbar die Wand durchbricht. Im Emder Stadtteil Transvaal, in der Nähe von Ottos Geburtshaus, steht eine Bronzeplastik, die zwei sich küssende Ottifanten darstellt.
In den Gemälden von Otto Waalkes (etwa seit 2018), die sich häufig auf alte Meister wie beispielsweise Jan Vermeer beziehen, sind oft Ottifanten eingearbeitet.

## Hauptfiguren der Ottifanten-Comics

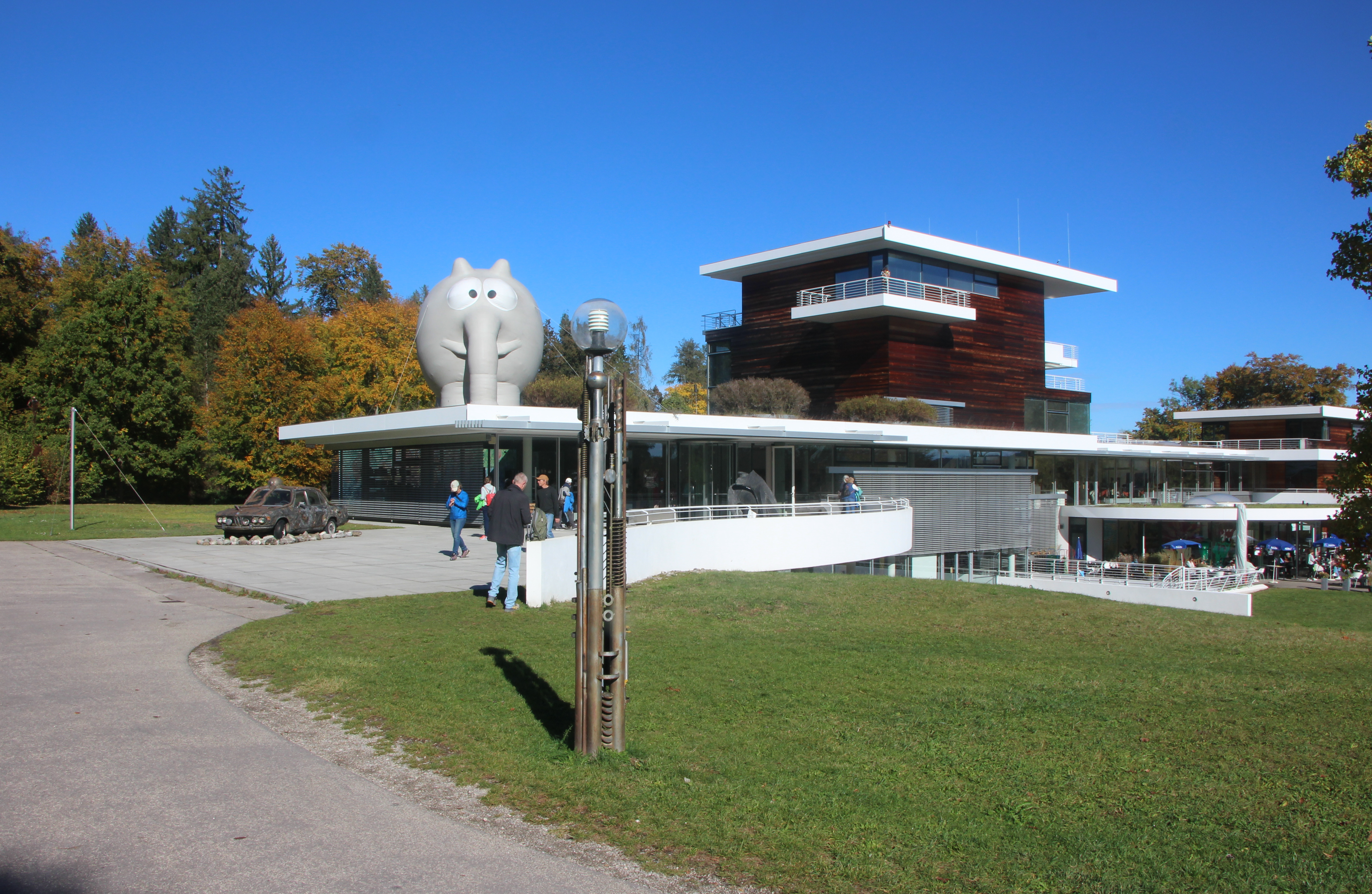
Ottifant auf dem Dach des Museums der Phantasie als Hinweis auf die Otto Waalkes-Ausstellung 2023

### Familie Bommel
Paul ist das nicht unbedingt anerkannte Oberhaupt der Familie und als Buchhalter in der Firma Kaluppke & Co., welche Schrauben herstellt, tätig. Er ist sehr um Autorität bemüht und obwohl er stets beste Absichten hat und seine Arbeit mit viel Ehrgeiz und Mühe angeht, ist er bei seinen Kollegen und seinem Chef nicht sonderlich beliebt. Seine Tollpatschigkeit und Naivität ist meist ein fester Bestandteil der Geschichten rund um die Ottifanten. Er trägt meistens Fliege, Weste und Hut. Auch wenn oft Anspielungen und Witze – auch von der eigenen Familie – über sein niedriges Gehalt gemacht werden, wohnt die Familie Bommel dennoch in einem vergleichsweise ansehnlichen großen Haus. Er bemüht sich mehrmals um eine Gehaltserhöhung, allerdings werden seine Anträge stets von seinem Chef abgelehnt. Nichtsdestotrotz bekommt Paul oft die Verantwortung für wichtige Aufgaben und Projekte übertragen, was aber in der Regel wegen seiner Tollpatschigkeit und Naivität im Chaos endet. Sein größter Wunsch, Abteilungsleiter in der Buchhaltung zu werden, wurde ihm bisher noch nicht erfüllt. Er fährt einen blauen, schon etwas in die Jahre gekommenen Kleinwagen, der immer wieder durch von Opa Bommel angestiftete Rennen oder andere Unfälle in Mitleidenschaft gezogen wird. In diesen Fällen neigt der sonst eher ruhig gesinnte Paul auch zu emotionalen Ausbrüchen. Sein Synchronsprecher war in der Serie Wolfgang Draeger, im Film Bastian Pastewka.
Renate ist Pauls Ehefrau, die bodenständigste Person und der Ruhepol der Familie, wobei sie allerdings auch ab und an mal ins Fettnäpfchen tritt. Sie ist Hausfrau, allerdings in ihrer Freizeit sowohl ehrenamtlich (im Film ist sie bei einem Organisationskomitee zur Rettung des Krankenhauses aktiv) als auch künstlerisch (in der Serie spielt sie am Theater oder absolviert verschiedene Kurse an der Volkshochschule) tätig. Renate liebt Paul trotz seiner Tollpatschigkeit und seines niedrigen Einkommens über alles. Zwar verrät sie in der Serien-Episode Greif den Zaster ihren alten Schulfreundinnen, die schon mehrmals wohlhabende Männer geheiratet hatten, aus Scham nicht seinen richtigen Beruf, steht ihm aber grundsätzlich bei Problemen zur Seite. In der Serien-Episode Happy Birthday wird erwähnt, dass Paul und Renate sich bei einem von ihm verursachten Autounfall kennengelernt und später verliebt hatten, als er sie versehentlich an einem Zebrastreifen anfuhr. In der Serie wurde sie von Monika Barth, im Film von Karin Eckhold gesprochen.
Bruno ist der einjährige Sohn von Paul und Renate und oft die Hauptfigur der Geschichten rund um die Ottifanten. Seine Gedanken werden als Voice-over wiedergegeben, ansonsten gibt Bruno nur alterstypische Laute von sich. Seine Freizeit verbringt er meist mit improvisierten oder nachgestellten Spielen als Polizist, Regisseur, Schatzsucher oder Superheld (als sein Alter Ego Captain Pamper), entweder alleine, mit Nachbarskindern oder mit Opa Bommel. In vielen dieser Spiele stellt er auch wahre Begebenheiten dar. Trotz seines Alters ist er ein großer Fan von Action- und Horrorfilmen (seine Lieblingsfilme handeln vom fiktiven Grausigen Gumbo) und versucht mehrmals und dabei meist erfolglos, sich diese Filme aus der Videothek auszuleihen oder ins Kino einzudringen. Er ist in das Nachbarmädchen Lisa verliebt, macht ihr regelmäßig Avancen und hat dabei meist Erfolg. Sein ständiger Begleiter und bester Freund ist sein Teddybär Honk, dessen Name von einem Etikett mit der Aufschrift Made in Hongkong herrührt. Er wurde in der Serie und im Film von Otto Waalkes selbst gesprochen.
Opa ist Pauls Vater und steht ebenfalls meist im Mittelpunkt der Ottifanten-Geschichten. Trotz seiner 90 Jahre und seines Gehstocks ist er noch in einer sehr guten körperlichen Verfassung. Seine Freizeit verbringt er meist damit, mit seinen Freunden Otto, Karlchen und Jockel unterwegs zu sein und einen draufzumachen. Zwischen ihm und seinem Sohn kommt es wegen dessen blauen Kleinwagen immer wieder zum Streit, da er den Wagen gegen den Willen seines Sohnes benutzt, obwohl er ihn wegen seines hohen Alters nicht mehr fahren soll, und ihn dabei oft im normalen Straßenverkehr sowie bei legalen wie illegalen Rennen in Mitleidenschaft zieht. Opa Bommel, dessen Vorname unbekannt ist (sein Sohn Paul und seine Schwiegertochter Renate nennen ihn Vater, seine Kumpel schlicht Bommel), hatte bereits im Altersheim gelebt, ehe er aus Langeweile abhaute und sich im Haus seines Sohnes einnistete. Seine Lieblingsbeschäftigung ist das Erzählen von meist erfundenen Geschichten aus seinem Leben, in denen er angeblich viele bekannte Persönlichkeiten getroffen, viel in der Welt unterwegs gewesen und angeblich an geschichtlichen Großereignissen beteiligt sein will. Außerdem soll er mehrere, zum Teil skurrile Berufe ausgeübt haben. Zudem besitzt er eine Holzkiste mit ganz alltäglichen Dingen, zu denen er aber immer eine ungewöhnliche Geschichte erfindet oder reininterpretiert. Sein Synchronsprecher war in der Serie Günter Lüdke, im Film Ferdinand Dux.

### Nebenfiguren
Erna Hoppmann arbeitet als Putzfrau bei der Firma Kaluppke & Co. und ist somit eine Arbeitskollegin von Paul. Sie trägt einen schwarzen Kittel und eine schwarze Schleife im Haar, raucht unentwegt Zigarren und pflegt einen ungesunden Lebensstil. Sie lebt in einer heruntergekommenen Wohnung und ist ein Fan von Meister Proper, Howard Carpendale und anderen meist körperlich gutgebauten Männern. Zudem hat sie eine vulgäre Vorliebe für Sex. In der Firma legt sie dafür aber viel Wert auf Ordnung und Sauberkeit, indem sie jedem mit Gewalt droht, der ihren frischgewischten Fußboden betreten will. Sie drückt diese Warnungen mit oftmals zensierten Schimpfwörtern bis hin zu Gewalt- und Morddrohungen aus. Andernfalls schleudert sie ihren Opfern ihren Feudel ins Gesicht oder schlägt diese sogar zusammen. Abseits der Arbeit ist sie meist zu Gast in der äußerst unhygienischen Imbissbude Chez Kalli, wo sie – oft mit Paul – zu Mittag isst oder sich zum Spielen des fiktiven Kartenspiels Eumelzocken trifft. Auch wenn Frau Hoppmann in der Regel ein offenes Ohr für allerlei Probleme oder Gedanken hat, die Paul Bommel bei einem gemeinsamen Kaffee an der Kaffeemaschine - wo viele Dialoge in den Comic-Episoden stattfinden - sich von der Seele redet, haben ihre Ratschläge oft keinen Mehrwert oder wenig mit Pauls Problemen oder Gedanken an sich zu tun. Auch wenn das Verhältnis zwischen Paul und Frau Hoppmann in der Regel durchaus in Ordnung ist, zeigt Frau Hoppmann allerdings auch ab und an eine hinterlistige Seite. Über ihre Familie ist eher wenig bekannt. Ihr Vater stirbt in einer Comic-Episode an den Folgen seiner ungesunden Lebensweise, als er gerade seine Tochter besuchen will, die ihn bis dato nie gesehen hat. Angeblich hat sie aber fünf Väter, da ihre Mutter in jener Nacht mit fünf Männern geschlafen haben soll. Ihre Mutter fährt meist zur See, kommt aber in einigen Comic-Episoden zu Besuch und freundet sich auch mit Opa Bommel an. Charakterlich benimmt sie sich wie ihre Tochter und sieht – abgesehen davon, dass sie deutlich kleiner ist und ein Anker-Tattoo im Gesicht trägt – auch genauso aus.
Fräulein („Frollein“) Lusch ist die extrem träge Sekretärin von Paul, hat erhebliche orthografische Defizite, welche an Analphabetismus grenzen, und hält sich Unmengen von Grünpflanzen in ihrem Büro. Deren Anzahl variiert von einem kleinen Biotop bis hin zu einem Dschungel. Sie verwöhnt einzelne davon wie ein Kind (in der Serien-Episode Unkraut vergeht nicht ihre Topfpflanze Bibi und in mehreren Comic-Episoden ihren Kaktus Bubi) und lässt dafür jede Arbeit im Büro stehen. Nebenbei lackiert sie sich die Fingernägel und nutzt jede Gelegenheit, ihren Arbeitsplatz vorzeitig oder zwischendurch zu verlassen. Das Verhältnis zu Paul ist daher nicht sonderlich gut und mehr als einmal kommt es wegen ihrer Lustlosigkeit zum Streit. Privat ist nicht viel über sie bekannt. In der Serien-Episode Die Bestie der Vorstadt verrät sie lediglich, dass sie auch zuhause Unmengen an Grünpflanzen besitzt und mehrere Stunden braucht, um diese zu gießen. Zudem bräunt sie sich jeden Abend unter ihrer Sonnenbank.
Egon Kaluppke ist der Generaldirektor der Firma Kaluppke & Co. und der Vorgesetzte von Paul. Er leitet die Firma als Patriarch alter Schule und tritt stets in einem blauen Nadelstreifenanzug und mit einer Zigarre im Mund auf. Von Paul hält er insgesamt wenig, weshalb er immer wieder dessen Anträge auf Gehaltserhöhung ablehnt oder ihn gelegentlich auch ganz loswerden will. Andererseits setzt er oft bei wichtigen Aufträgen auf ihn oder lobt ihn ausdrücklich bei Gesprächen mit seinem Geschäftspartner Herrn Borschleck, der stets immer wieder seine Zweifel an Paul äußert. Sein Vorname variiert: In der Serien-Episode Traumhochzeit stellt er sich bei einem Seniorenball dem als Frau verkleideten Paul als Egon vor, in einer Comic-Episode wird er von seinem Neffen, der sich mit Paul um den Posten des Abteilungsleiters duelliert, Hubert genannt.
Norbert Bosewinkel ist ein Nachbarskind und im selben Alter wie Bruno. Er ist geistig ziemlich zurückgeblieben und trägt Windeln, die dringend gewechselt werden müssten. Seine Markenzeichen sind seine dümmlich klingenden Wortfetzen, seine heraushängende Zunge und das Essen von Sand. Auch er schwärmt sehr zu Brunos Unmut für das Nachbarsmädchen Lisa, weshalb beide, vor allem in der Serie, verfeindet sind. Allerdings kommen die beiden in einigen Comic-Episoden auch gut miteinander aus, wobei Bruno allerdings Norbert meist nur für Experimente oder ähnliche Aktionen be- und ausnutzt.
Herr und Frau Bosewinkel sind Nachbarn der Familie Bommel und die Eltern von Norbert. Wie ihr Sohn sind auch die Bosewinkels nicht gerade hygienisch und intelligent. Die Familie lebt links neben den Bommels in einem zuvor lange leerstehenden Haus, das Opa Bommel für ein Spukhaus hielt.
Lisa ist auch ein Nachbarskind, im gleichen Alter wie Bruno und zugleich dessen Schwarm. In ihrem blonden Haar trägt sie eine rote Schleife. Während sie in der Serie ein liebevolles, unschuldiges Mädchen von nebenan ist und Brunos Flirts geschmeichelt erwidert, wird sie in den Comics auch mal handgreiflich, wenn er zu anhänglich oder aufdringlich wird. Nicht selten endet dies für Bruno mit einem blauen Auge. Ihre Familie wohnt rechts neben den Bommels und kommen in der Serien-Episoden Greif den Zaster und Traumhochzeit vor.
Otto ist einer von Opa Bommels Freunden und hat als Sprachrohr des Quartetts immer einen lockeren Spruch auf den Lippen. Zudem ist er bei Konflikten der Streitlustigste der vier Kumpels. Er trägt stets eine beige Anzugjacke und hat immer eine Zigarre im Mund.
Karlchen ist ein weiterer Freund von Opa Bommel und der Fahrer und Besitzer des Autos, mit dem die vier Kumpels meist unterwegs sind. Er trägt eine Brille, eine blau-schwarze Jacke und einen schwarzen Zylinder. Charakterlich ist er höflich, schüchtern und hält sich bei Auseinandersetzungen zurück.
Jockel Krawinkel ist auch ein Freund von Opa Bommel und lebt im Altersheim. Seine Markenzeichen sind seine zweideutigen Sprüche und sein hämisches Lachen. Er trägt einen weißen Backenbart und hat immer einen Gehstock dabei. Seinen Nachnamen erwähnt er in der Serien-Episode Traumhochzeit.
Kalli ist Besitzer der unhygienischen Imbissbude Chez Kalli und ein Freund von Frau Hoppmann. Viel ist über ihn nicht bekannt, außer dass er vergessen hat, wann sein Geburtstag ist und diesen deshalb jede Woche feiert, um nichts falsch zu machen. Er trägt einen Drei-Tage-Bart, einen schmutzigen Kittel und raucht unentwegt. Seine Imbissbude steht an der Außenseite der Mauer, die das Firmengelände umschließt.
Herr Borschleck ist ein Geschäftspartner von Kaluppke und der Generaldirektor der Firma Borschleck & Sohn. Er tritt sowohl in der Serie als auch in den Comics ab und an auf. Über Paul äußert er sich vor Kaluppke meist skeptisch, da dessen Tollpatschigkeit auch ihm oft auffällt. Er trägt meist einen schwarzen Anzug und einen melonenähnlichen Hut.

### Sonstige Figuren (aus den Comics)
Susi ist in den früheren Comics ein Nachbarsmädchen und Schwarm von Bruno. Im Unterschied zu Lisa ist Susi allerdings ein wenig älter und kann bereits sprechen.
Bertram ("Froschauge") ist in den älteren Comics ein Babysitter von Bruno. Aufgrund seiner Nickelbrille und Hasenzähne wird er von Bruno in Gedanken allerdings nur "Froschauge" genannt. Er ist höflich, leidet unter Brunos aufmüpfiger Art und ist lange Zeit der einzige Babysitter, der auf Bruno aufpassen will.
Frauke ist eine Babysitterin von Bruno, die in den Comics zeitweise auftritt, welche dann später in der Serien-Episode Babysitterblues noch verfilmt wurden. Ihr Markenzeichen ist ihre kindliche Aussprache sowie Art und Weise, mit der sie dem aufmüpfigen Bruno manchmal sogar Paroli bieten kann.
Rocko ist ein etwas älterer Junge aus der Nachbarschaft. Er trägt einen Irokesenschnitt, verhält sich tyrannisch und hänselt sowohl Bruno als auch andere Kinder aus der Nachbarschaft. Auch vor Erwachsenen zeigt er keinen Respekt. Trotz seines kindlichen Alters raucht und trinkt er.
Martin ist ein Neffe von Paul und Renate und kommt hin und wieder zu Besuch. Er hat im Regenwald gearbeitet, ist überzeugter Vegetarier, protestiert energisch gegen den Verzehr von Fleisch, indem er unter anderem versucht, die Bommels von ihren Essgewohnheiten abzubringen, oder ärgert sich – oft maßlos übertrieben – über jede Art von Stromverschwendung oder Umweltverschmutzung. Er trägt bevorzugt eine Brille, Latzhose oder einen selbstgestrickten Pullover.
Hotte ist der Macker von Frau Hoppmann. Er tritt nur selten in Comic-Episoden auf, wird aber mehrfach von Frau Hoppmann in Gesprächen mit Paul erwähnt. Beide pflegen zwar eine Beziehung, sind sich aber stets untreu.
Rupert Klöhn ist ein ehemaliger Schulfreund von Opa Bommel und kommt öfter bei den Bommels zu Besuch. Die meiste Zeit streiten sich die beiden allerdings wegen allen möglichen Dingen. Paul versucht meist erfolglos, sie zu versöhnen.
Jupp Frühling ist ein aufdringlicher Vertreter, der in früheren Comic-Episoden ab und an die Bommels besucht. Er versucht stets, seine – meist nutzlosen – Verkaufsartikel anzudrehen und hat dabei bei Opa Bommel – sehr zum Missfallen von Paul – oft Erfolg.
Frau Budnikowski arbeitet in der Postabteilung der Firma Kaluppke & Co., wird aber manchmal zur Verstärkung in der Buchhaltung eingesetzt. Ihr übertrieben fröhliches Verhalten treibt sowohl Paul als auch die anderen Mitarbeiter in den Wahnsinn. Sie duzt alle Kollegen und strickt für sie meist skurrile Dinge.
Der Tod wird als klassischer Sensenmann dargestellt: Sein Körper und Gesicht sind bis auf den Rüssel unter einem schwarzen Umhang verborgen, dazu schleppt er eine Sense mit sich herum. Anfangs begleitete er den "Suizidgefährdeten" einige Zeit, ehe er in regelmäßigen Abständen bei den Bommels auftauchte. Er versucht seitdem, Opa Bommel, der ihn als einziger zu Gesicht bekommt, dazu zu bringen, endlich mitzukommen. Dieser schafft es dagegen stets mit allen möglichen Tricks, den Tod zu überzeugen, später noch einmal wiederzukommen oder ihn auf eine andere Weise loszuwerden. Im Film Kommando Störtebeker hat der Tod einen Gastauftritt, in der Serie kam er jedoch nicht vor.
Der "Suizidgefährdete" ist ein namenloser Ottifant, der mit den Geschichten rund um die Familie Bommel nichts zu tun hatte, in früheren Comics aber stets in der eigenen Comic-Reihe "Abteilung totgelacht" eine Hauptrolle spielt. Er will sich regelmäßig von einem Fenstersims eines Hochhauses in den Suizid stürzen, allerdings wird sein Vorhaben stets von vielen, teils absurden Widerständen verhindert. In späteren Comics wird er vom Tod lange Zeit begleitet, wo die Geschichten auch mal abseits des Fenstersims spielten, später verschwand seine Rolle sowie die Comic-Reihe komplett und ohne weitere Erwähnung.

## Rezeption
Otto Waalkes hat dem damaligen Fußball-Drittligisten BSV Kickers Emden 2005 erlaubt, mit den Ottifanten zu werben und sie für Merchandising-Artikel zu verwenden. Ende der 1980er Jahre war Otto Waalkes selbst Hauptsponsor des Vereins, die Spieler trugen seinerzeit ein Logo mit Ottifanten auf dem Trikot.
Zum 1. März 2017 gab die Deutsche Post AG ein Postwertzeichen mit 70 Cent Nennwert heraus, das einen Ottifanten mit einem Regenbogen zeigt. Die Marke gab es auch als 10er Markenset mit selbstklebenden Marken. Im September 2022 wurde der Begriff Ottifant in der Online-Version des Dudens aufgenommen.
Vom 26. April 2018 bis 2. September 2018 zeigte das Caricatura Museum für Komische Kunst in Frankfurt am Main Otto – Die Ausstellung, in der es vornehmlich um Ottifanten ging.
Seit 2020 werden kleine Gummiottifanten von der Warenkette Edeka als Werbeartikel vermarktet. Pro Serie erschienen 20 bis 32 verschiedene Figuren. Mittlerweile ist die vierte Serie im Umlauf.

## Hörspielkassetten
Es gibt 20 Hörspielkassetten, die mit der Fernsehserie nichts gemeinsam haben:
| - 01. Die Reise ins Tulpenland - 02. Einschulung mit Hindernissen - 03. Zurück aus den Ferien - 04. Sackhüpf-Marathon in Emden - 05. Spuk im Otto-Huus - 06. Einmal Russland und zurück - 07. Schutzengel gibt es - 08. Ottifant hat Geburtstag - 09. Rüssel in Gips - 10. Frühlingszeit – Osterzeit | - 11. Mann über Bord - 12. Abenteuer in New York - 13. Hilfe der Schuppen explodiert - 14. Das Geheimnis der Grabkammer - 15. Ein seltsamer Weihnachtsbesuch - 16. Ein Jogginganzug geistert durch Emden - 17. Unheimlich ist das Moor - 18. Das Geheimnis des Kreuzgangs - 19. Hilfe – die Brücke bewegt sich - 20. Atlantis der verschwundene Erdteil |

## Bücher
- Das Buch der Ottifanten. Rasch und Röhring, Hamburg 1988, ISBN 3-89136-214-5.
  - Das Taschenbuch der Ottifanten. Heyne Verlag, München 1990, ISBN 3-453-03658-1.
- Ottos Ottifanten 2. Rasch und Röhring, Hamburg 1989, ISBN 3-89136-280-3.
  - Das zweite Taschenbuch der Ottifanten. Heyne Verlag, München 1991, ISBN 3-453-04853-9.
- Ottos Ottifanten 3. Schau mir in die Augen, Kleines! Rasch und Röhring, Hamburg 1990, ISBN 3-89136-306-0.
  - Das dritte Taschenbuch der Ottifanten. Schau mir in die Augen, Kleines! Heyne Verlag, München 1993, ISBN 3-453-06388-0.
- Ottos Ottifanten 4. Grizzlys vertragen nichts! Semmel-Verlach, Kiel 1991, ISBN 3-89460-014-4.
  - Das vierte Taschenbuch der Ottifanten. Grizzlys vertragen nichts! Heyne Verlag, München 1995, ISBN 3-453-08269-9.
- Ottos Ottifanten 5. Ich nehme Knorpel-Gratinée! Semmel-Verlach, Kiel 1992, ISBN 3-89460-031-4.
  - Das fünfte Taschenbuch der Ottifanten. Ich nehme Knorpel-Gratinée! Heyne Verlag, München 1995, ISBN 3-453-08926-X.
- Ottos Ottifanten 6. Mr. Sexy und Mr. Cool! Semmel-Verlach, Kiel 1992, ISBN 3-89460-072-1.
  - Das sechste Taschenbuch der Ottifanten. Mr. Sexy und Mr. Cool! Heyne Verlag, München 1996, ISBN 3-453-09297-X.
- Ottos Ottifanten – Großer Farbsonderband Nr. 1. Höhenflüge Semmel-Verlach, Kiel 1992, ISBN 3-89460-024-1.
- Ottos Ottifanten 7. Beach Babys! Achterbahn Verlag, Kiel 1994, ISBN 3-928950-55-X.
- Ottos Ottifanten 8. Immer volle Hose! Achterbahn Verlag, Kiel 1995, ISBN 3-928950-67-3.
- Ottos Ottifanten 9. Geschenkt! Achterbahn Verlag, Kiel 1996, ISBN 3-928950-81-9.
- Ottos Ottifanten 10. Glückwunsch! Achterbahn Verlag, Kiel 1997, ISBN 3-928950-90-8.
- Ottos Ottifanten 11. Frisch gewischt! Achterbahn Verlag, Kiel 1998, ISBN 3-89719-036-2.
- Ottos Ottifanten 12. Fit for Future! Achterbahn Verlag, Kiel 1999, ISBN 3-89719-067-2.
- Ottos Ottifanten 13. Kauf oder stirb! Achterbahn Verlag, Kiel 2000, ISBN 3-89719-072-9.
- Ottos Ottifanten 14. Simsalabär! Achterbahn Verlag, Kiel 2001, ISBN 3-89719-177-6.
- Ottos Ottifanten 15. Wählt Honk! Achterbahn Verlag, Kiel 2002, ISBN 3-89719-178-4.
- Ottos Ottifanten 16. Bonzai! Achterbahn Verlag, Kiel 2003, ISBN 3-89982-211-0.